# Катхуа
Катхуа (кашм. कठुआ) — город, центр округа Катхуа в союзной территории Джамму и Кашмире, находящейся под управлением Индии, в спорном регионе Кашмир. Является крупным промышленным центром, где развиты цементное и текстильное производство, биотехнологии и фармацевтика.

## География
Центр города расположен на высоте 307 метров над уровнем моря, и окружен тремя реками. Катхуа лежит в 80 км южнее Джамму и считается «воротами» штата.
В Катуа влажный субтропический муссонный климат. Температура летом может достигать 37 градусов, а зимой ночью может опускаться ниже 0 градусов. Наибольшее количество осадков выпадает в сезон дождей в июле и августе.

## Население
По переписи 2022 года, округ населяют 59 688 человек. Уровень грамотности — 86,46 %: грамотных мужчин — 90,7 % (25 605 человек), и женщин — 81,75 % (20 754 человек). Использование урду, наряду с английским, преобладает в официальных государственных документах, но догри является родным разговорным языком населения наряду с хинди. В Катхуа преобладают индуисты — 91 %. Сикхизм — вторая по величине конфессия с 4,75 % приверженцев. Христианство и ислам составляют 1,09 % и 2,68 % населения соответственно.

## Экономика
На окраине Катхуа находится промышленный район, SICOP (Государственная индустреальная корпорация), включает Нимал Индастрис (Nirmal Industries), Ченабскую текстильную фабрику (Chenab Textile Mill (CTM)). Эти предприятия основаны в 1970-х и сыграли важную роль в индустриальном развитии района. Также цементный завод, железный и косметическая фабрика (Celine Health Care Pvt. Ltd.).

## Транспорт
Автобусы для дальних расстояний и микроавтобусы-«матадоры» для ближних — основной общественный транспорт Катхуа. Многие жители используют велосипеды. Ветка железной дороги ведёт в Патханкот с одной стороны и в Джамму с другой.

## Социальная сфера
Сфера образования представлена рядом общеобразовательных школ, колледжами (педагогический, юридический, медицинский), высшей и армейской школой.
Округ состоит из трёх зон: Границы, Канди и Холмов. Биллавар, Бани, Басохли и Лохай-Малхар — зоны холмов. Это район пахари, культурно ближе к Химачал-Прадешу. В остальных местах преобладает культура Догра. Догри преобладают в округе. В городах догры смешались с близкими им пенджабцами, но в сельских районах всё ещё преобладает догри. Гуджары живут по всему округу, но нигде не преобладают. В плане религии и праздников этот регион идентичен Джамму.